# Maja Boh
Maja Boh Hočevar (roj. Maja Boh ), slovenski igralka, * 4. junij 1949, Ljubljana.
Maja Boh je diplomirala na Akademiji za gledališče, radio, film in televizijo v Ljubljani leta 1980. Še isto leto se je kot igralka zaposlila v Mestnem gledališču ljubljanskem. Kasneje je kot samostojna kulturna delavka je delala v tedanjih eksperimentalnih gledališčih Pekarna in Glej. Poleg tega nastopa v filmih in televizijskih nadaljevankah, pa tudi na radiu.

Prvič je bila poročena s slikarjem Tugom Šušnikom (*1948). Drugi mož je igralec Janez Hočevar - Rifle.